# サルバドール・アジェンデ
サルバドール・ギジェルモ・アジェンデ・ゴスセンス（Salvador Guillermo Allende Gossens、1908年6月26日 - 1973年9月11日）は、チリの医師、社会主義政治家。1970年から1973年まで同国大統領であった。
自由選挙による世界初のマルクス主義者の大統領であったが、政権下のチリにおいては経済での失政やアメリカのニクソン政権による経済戦争によって混乱し、デモが頻発する等国内の対立も激化した。最終的に1973年9月11日、アメリカなどの支援を受けたアウグスト・ピノチェト陸軍総司令官率いる軍によるクーデター（チリ・クーデター）が発生し、その最中に大統領官邸（モネダ宮殿）で自殺した。

## 生涯

### 生い立ち
1908年に、チリの港町バルパライソにバスク系の移民の子孫として生まれる。父方にはフリーメーソン、世俗教育支持の血が流れており、1891年の内戦では普通選挙と世俗教育と労働者階級の組織化推進を主張するバルマセダの側で戦った。一方の母方は敬虔なカトリックの家系で、1891年の内戦では反バルマセダの側に付いていた。16歳になると、彼は通常よりも早く学校を卒業した上で、アジェンデは大学入学を一年遅らせ、陸軍騎兵連隊に正式に入隊した。入隊から1年後、チリ国立大学の医学部に入学した。

### 医師から政界へ
アジェンデは1932年、ヴァン・ビューレン病院の死体安置所で医師および解剖病理学者として勤務を開始した。同時期にバルパライソの医師組合で活動し、同地域の第一書記に就任した。1935年、27歳の時に2度目のカルデラ市への追放処分を受け、1936年にはバルパライソの人民戦線での活動により投獄された。
1937年、アジェンデはバルパライソとアコンカグア地域の代議士に選出され、1938年にはチリ社会党の書記長に就任した。1933年にはチリ社会党のバルパライソ支部を設立し、その議長となった。オルテンシア・ブッシと結婚し、3人の娘をもうけた。彼はバルパライソのプログレソ第4ロッジに所属するフリーメイソンでもあった。
同年、アジェンデは博士論文「犯罪と精神衛生」を発表。この論文で彼は、当時影響力のあったチェーザレ・ロンブローゾの犯罪学理論に異を唱える主張を行っている。
1938年、アジェンデはペドロ・アギーレ・セルダが率いる人民戦線の選挙運動を担当した。選挙勝利後、急進派が主導する改革派人民戦線政府で保健大臣に就任した。この職位で、アジェンデは工場労働者の安全法、寡婦への年金増額、妊産婦ケア、学童への無料給食プログラムなど、幅広い進歩的社会改革の実現に貢献した。
政府入りに伴い、アジェンデは1937年に獲得していたバルパライソ選出の議員席を放棄した。この頃、「チリの社会医学的現実」を執筆した。ドイツでの水晶の夜の後、アジェンデは76人の議員の内の一人としてヒトラーにユダヤ人迫害を非難する電報を送った。1941年のアギーレ・セルダ大統領死去後、再び代議士に選出された。
1945年、アジェンデはバルディビア、ジャンキウエ、チロエ、アイセン、マガリャネス州の上院議員となった。その後、1953年にタラパカとアントファガスタ州、1961年にアコンカグアとバルパライソ州、1969年に再びチロエ、アイセン、マガリャネス州の上院議員を務めた。1966年にはチリ上院議長に就任した。1950年代には、アメリカ大陸初の国民皆保険プログラムであるチリ国民医療サービスを確立する法案を提出した。

### 大統領選出馬

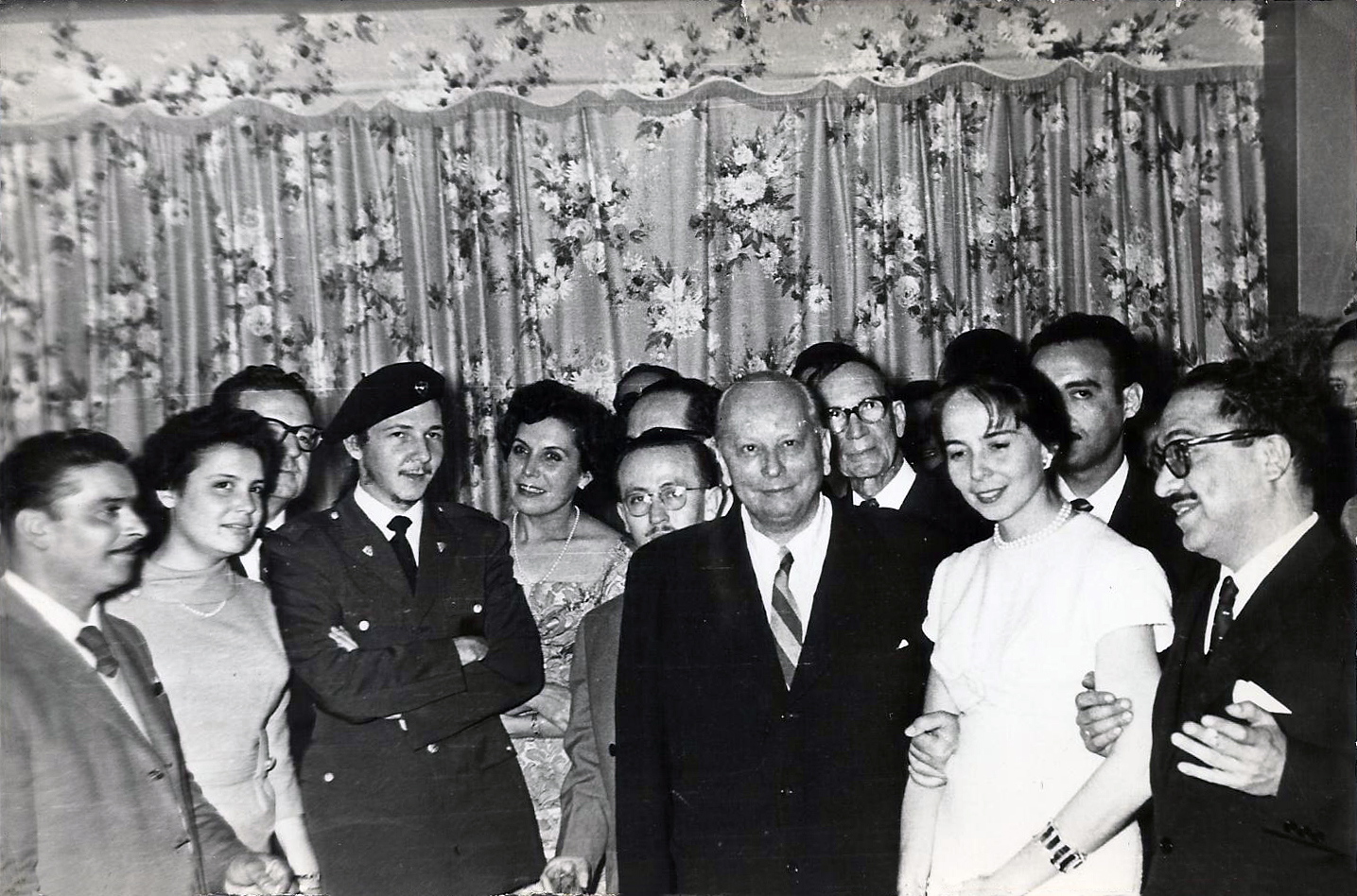
ラウル・カストロとともに（1959年、左から3人目）

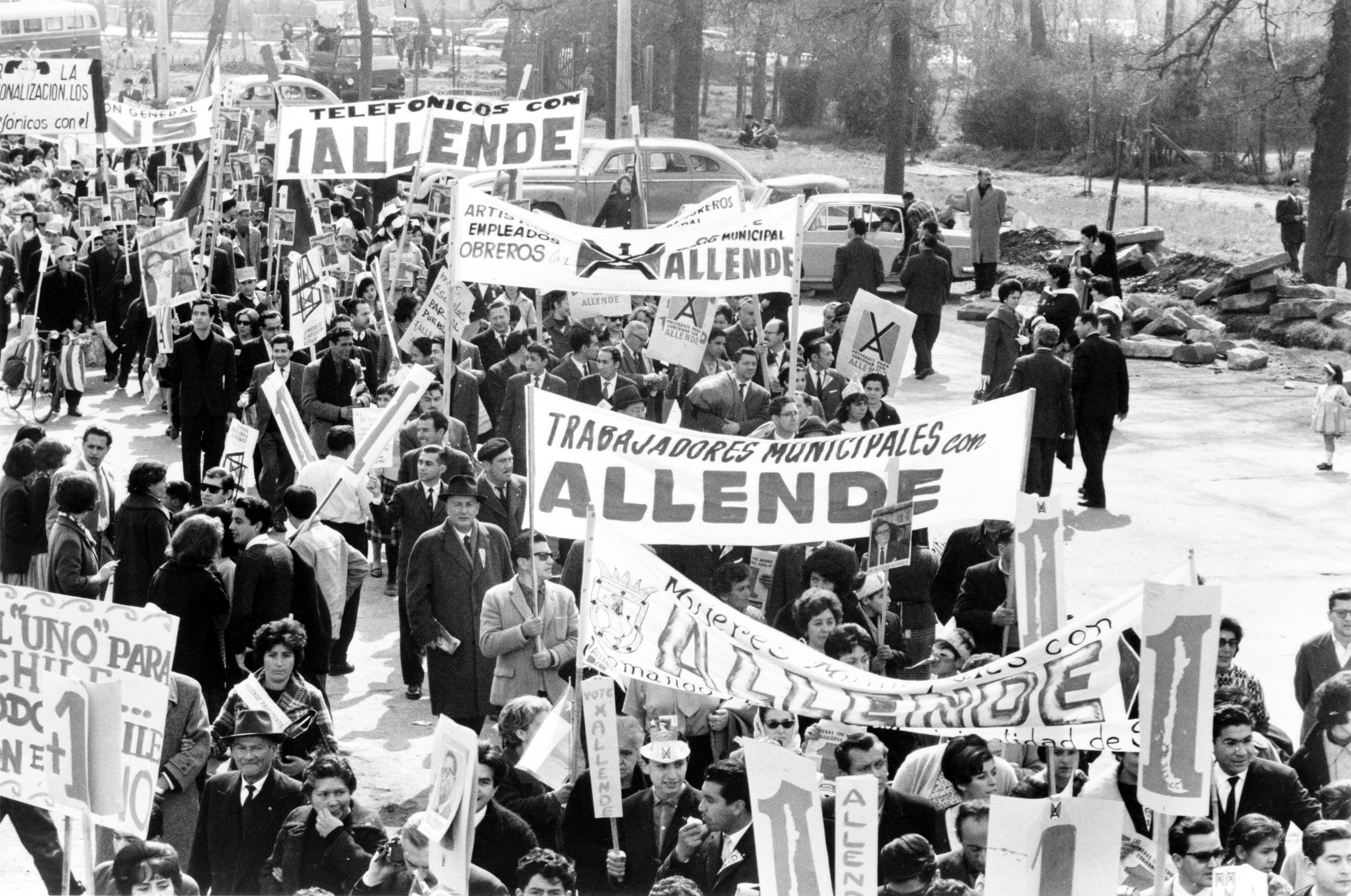
アジェンデを支援する市民団体（1964年の選挙時）

大統領選挙に3度敗れた（1952年、1958年、1964年）ことから、アジェンデは自身の墓碑銘に「次期チリ大統領」と書かれるだろうと皮肉を言った。1952年、人民行動戦線（英語版）の候補者として出馬した際は、社会党内部のカルロス・イバニェス支持をめぐる分裂もあり、得票率はわずか5.4%であった。1958年、再び人民行動戦線候補として出馬し28.5%の得票を得たが、この時の敗北はポピュリストのアントニオ・サモラーノへの票の流出が原因とされた。ただし、この説明は現代の研究により疑問視されており、サモラーノへの票は政治的な立場を超えた社会全体からの票だとする見方もある。

### 1970年の大統領選挙
1970年9月4日の大統領選挙では、国民党とキリスト教民主党がそれぞれ候補を擁立する中、アジェンデは従来の人民行動戦線から参加政党が拡大した人民連合の統一候補として出馬し、得票率が他の2候補を僅差で上回り首位となった。
憲法の規定に則り、首位のアジェンデと次点のホルヘ・アレッサンドリ（国民党）による決選投票が、10月24日に議会で行われることになった。1970年10月、ルネ・シュナイダー将軍がロベルト・ビオー将軍率いるグループによる誘拐未遂に抵抗して銃撃を受けた。入院したシュナイダーは3日後の10月23日に負傷が原因で死亡した。シュナイダーは「立憲主義」の擁護者であり、軍の役割は専門的なものに限られ、その使命は国の主権を守ることであって政治に介入すべきではないという立場を取っていた。この事件後、軍部のアジェンデへの反対が一時収まり、議会は彼を選出することとなった。アジェンデは「憲法保障規約」に署名し、11月3日に大統領へと就任した。この署名は戦術的な空約束であったとの解釈もある。

### 大統領就任

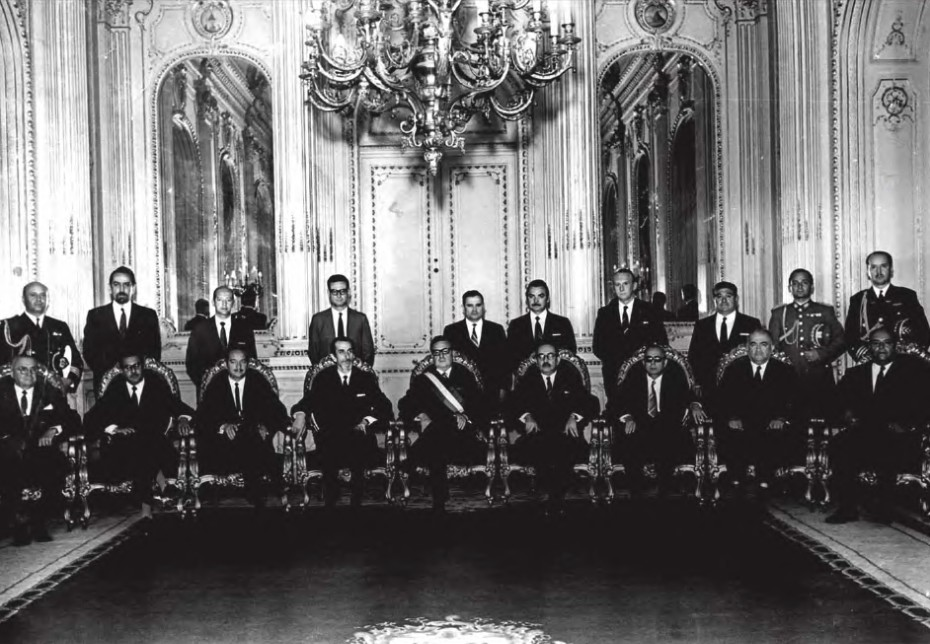
アジェンデ内閣（1970年）

#### 政権初期における国内政策
アジェンデは、チリ議会での演説において、資本主義から社会主義への移行を明言し、社会主義がチリの発展にとって不可欠であると述べた。アジェンデは、社会主義への移行は理論的な愛着からではなく、国民の強い支持に基づくものであり、資本主義が引き起こす社会的不平等や団結心の崩壊を克服するためには社会主義が唯一の選択肢であると強調した。
アジェンデ政権は「チリの社会主義への道」というプログラムを実施し、これには大規模産業の国有化（特に銅鉱業と銀行業）や、医療・教育制度の政府管理が含まれていた。また、無料牛乳プログラムや公共住宅の建設を推進し、1970年11月にはマプチェ族の子供3,000人に奨学金を提供して教育制度への統合を図った。加えて、年金と助成金の再開、12万戸の住宅建設、パートタイム労働者の社会保障権の付与、電気料金の引き上げ提案の撤回、キューバとの外交関係の回復、政治囚への恩赦なども行った。
1970年12月にはパンの価格を固定し、55,000人のボランティアを派遣して教育と医療支援を行い、政府、労働者、雇用者の三者が平等に関与する中央委員会を設立した。また、労働者に対して最低賃金の設定や、妊娠中および授乳中の母親や7歳から14歳の子供への牛乳の無料化、学校での無料食事の提供を実施した。家賃の引き下げやサンティアゴ地下鉄の建設スケジュールの変更も行い、労働者階級の地域が優先された。
アジェンデ政権はブルーカラーの最低賃金を37-41%引き上げ、ホワイトカラーの最低賃金を8-10%引き上げた。また、公共住宅の着工数は12倍に増加し、無料牛乳の提供年齢も6歳から15歳に引き上げられた。農業大臣ジャック・ションクルは、80ヘクタール以上の農地の収用を約束し、これを達成した。ラティフンディア（広大な農業地）は18か月以内に廃止され、アジェンデ政権下で3,479の土地が収用され、農業用地の約40%が国有化された。
また、アジェンデ政権は識字率向上のためのキャンペーンや成人教育プログラムの拡充を進め、教育機会の増加を図った。1971年から1973年にかけて、教育機関の入学者数が増加し、大学入学者数や教育の普及が大幅に増加した。さらに、公共文化の普及にも力を入れ、文化活動を推進した。アジェンデ政権下でのこれらの施策は、社会的な格差の是正や教育・文化の民主化を目指したものであった。

#### 経済停滞

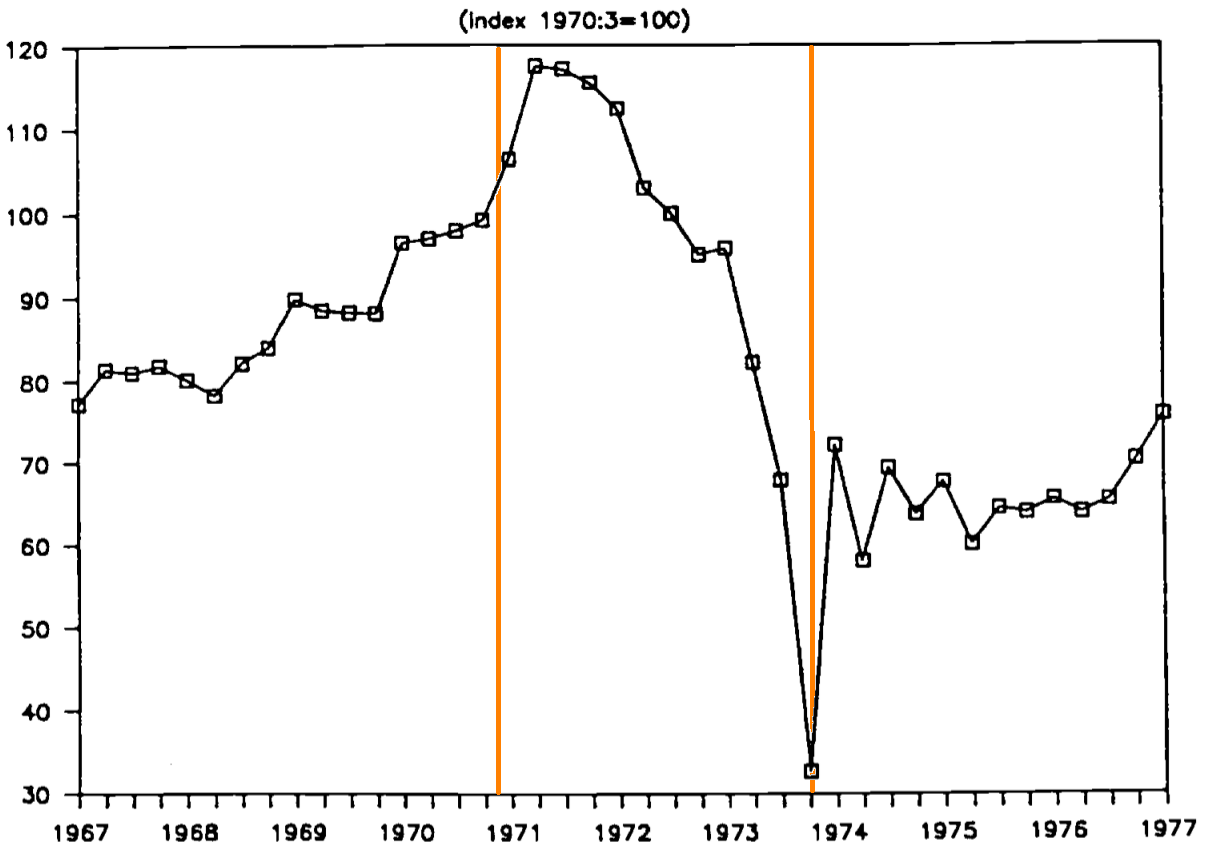
1967年からの10年間における実質賃金の推移。橙線で挟まれた部分がアジェンデ政権期。

アジェンデは「ヴスコビッチ計画（英語版）」と呼ばれる大規模な再構築プログラムを実施し、成功させることが左翼の後継者を選出するために重要だと考えた。1971年のアジェンデ政権の初年度には、経済相ペドロ・ヴスコビッチの拡張的金融政策により、工業生産が12%増加し、GDPが8.6%増加した。インフレ率は34.9%から22.1%に低下し、失業率は3.8%にまで減少した。しかし、1972年にはインフレ率が140%にまで達し、1971年から1973年には実質GDPが年率5.6%減少、財政赤字が急増し、外貨準備も減少した。チリの大統領は任期最大6年であり、これによってアジェンデが経済再構築を急いだ可能性もある。
インフレと価格統制、そして生活必需品が店頭から消えることに伴い、米、豆、砂糖、小麦粉の闇市場が出現した。アジェンデ政権は海外の債権者や外国政府への債務不履行を宣言し、物品全ての価格を凍結を行ったうえで給与を引き上げた。この政策には土地所有者、雇用主、ビジネスマン、交通業者、そして一部の公務員や専門職団体が強く反対した。特に1972年10月に始まったトラック運送業者による大規模ストライキ（「十月スト」）は、商店主、専門職団体、一部の学生も巻き込み、チリ全土の物流を長期間にわたって麻痺させた。このストライキにはアメリカのCIAによる資金援助があったことが後に明らかになっている。右派の反対勢力には国民党、カトリック教会（教育政策への不満から）、そして最終的にはキリスト教民主党も反対派に加わるようになった。多国籍企業やアメリカ政府との緊張も高まった。ニクソン政権は、「チリ経済に悲鳴を上げさせる (make the economy scream)」という方針に基づき、世界銀行や米州開発銀行などの国際金融機関に圧力をかけ、これによりチリは外貨獲得が困難になった。
アジェンデは「サイバーシン計画」という先駆的な経済計画支援システムを導入した。これはイギリスのサイバネティックス専門家スタッフォード・ビーアによって開発されたもので、4つの部分から成立している。これには、全ての国営企業に設置されたテレックスネットワーク（サイバーネット）、生産指標をほぼリアルタイムで監視する統計モデルソフト（サイバーストライド）、経済シミュレーションソフト（CHECO）、および経済データを可視化し、緊急時の指示を伝えるオペレーションルーム（オプスルーム）が含まれる。
アジェンデは1970年と1971年に給与を複数回引き上げたが、物資不足とインフレの進行によってこれらの賃上げ効果は打ち消された。1972年8月には基本消費財の価格が120%上昇するなど、価格の上昇が顕著であった。1970年から1972年にかけて、輸出は24%減少し、輸入は26%増加、特に食品の輸入は149%増加した。銅はチリの主要輸出品であったが、国際市場での価格が約3分の1に下落し、国有化後の銅生産も減少した。輸出収入の減少とともに国内の食品生産も減少し、ここにもアジェンデ政権の農業改革による影響と、急進左派の一部による農地の違法占拠がもたらした混乱が見られた。

#### 危機

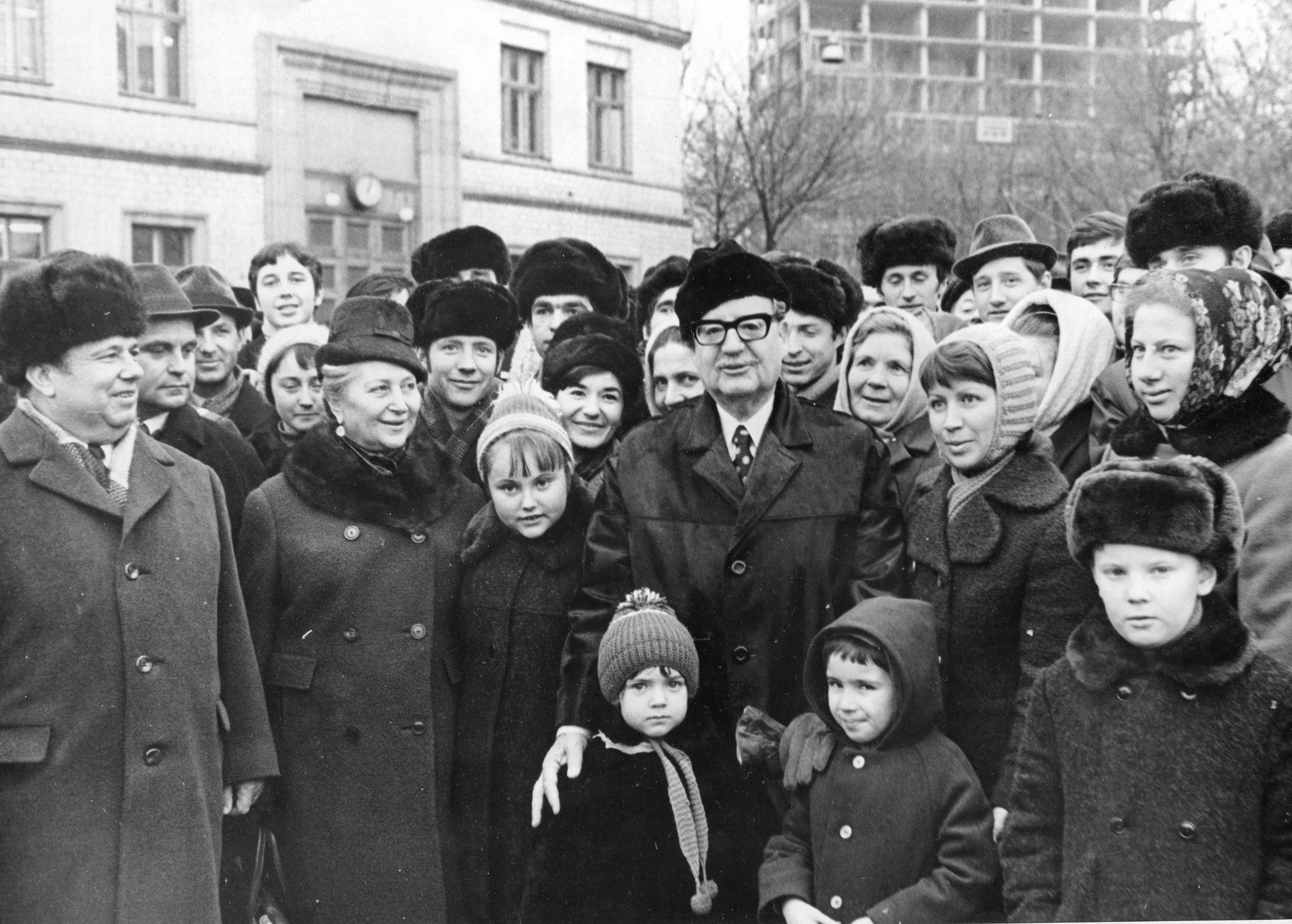
ソビエト連邦のキエフを訪問したアジェンデ（1972年）

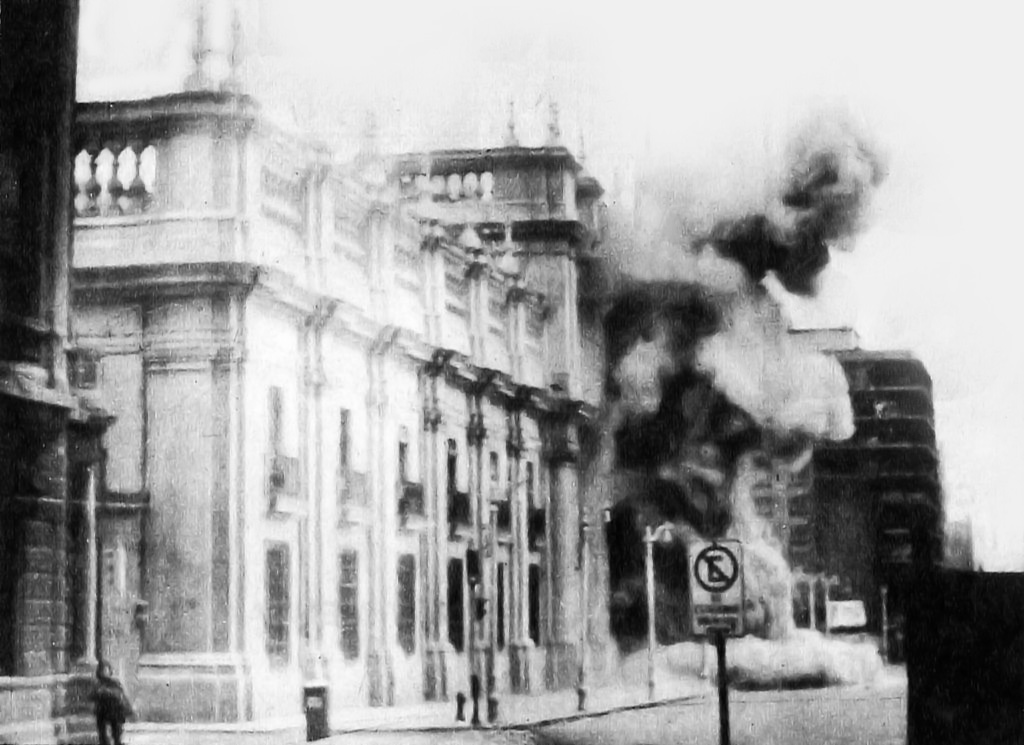
爆破されるモネダ宮殿

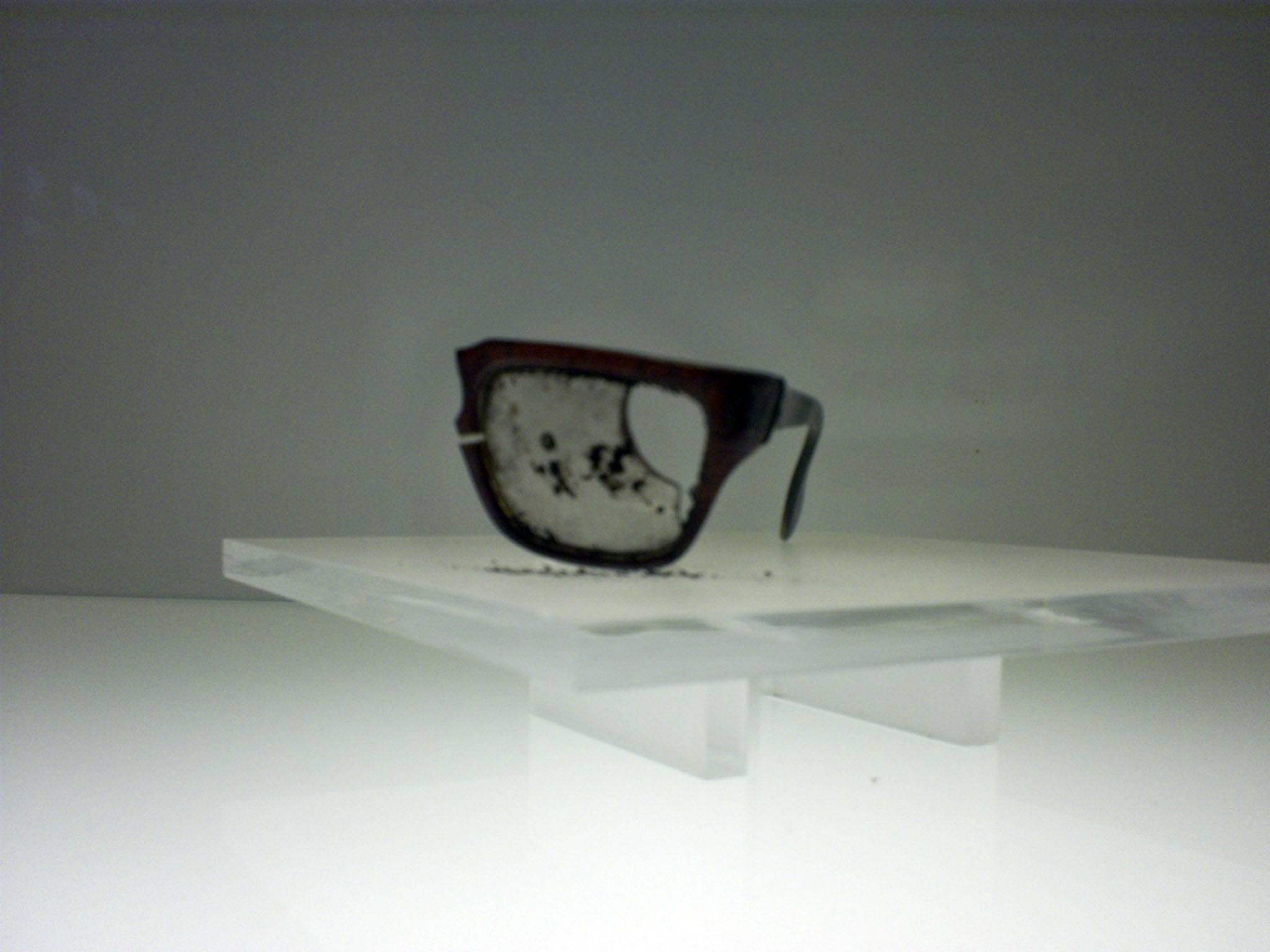
破損し血痕の付いたアジェンデの眼鏡

1973年に入ると、経済危機は政治的な対立と暴力の応酬によってさらに深刻化した。街頭では、極右組織「祖国と自由」によるパイプライン爆破などのテロ活動と、極左組織「革命左派運動(MIR)」などによる農場や工場の不法占拠が激化した。
6月29日、ロベルト・スーペル大佐が戦車部隊を使って大統領官邸ラ・モネダを包囲したが、政権転覆には失敗した。この未遂のクーデターは国粋主義組織の「祖国と自由」によって行われた。これに続いて7月末には、エルテ二エンテ鉱山の銅鉱採掘者を含むゼネストが発生した。
1973年8月、チリ最高裁判所はアジェンデ政権が法の執行に失敗していると公に批判し、同月22日には下院がキリスト教民主党と国民党とが結束してアジェンデ政権を非難する決議を採択した。この決議は、アジェンデ政権が憲法修正案を拒否し、国家の権力分立を侵害していると主張し、軍に憲法秩序の回復を求めた。
アジェンデは警察に対して忠誠心に不安を感じ、1973年8月9日にカルロス・プラッツ将軍を国防大臣に任命したが、プラッツは同月24日に辞任を余儀なくされ、アウグスト・ピノチェトが陸軍司令官に就任した。
8月22日の下院決議では、アジェンデ政権の行為が権力分立の無視や立法・司法権の侵害などの憲法違反とされ、政府活動を法の道に戻し、憲法秩序を守るよう求められた。決議は、アジェンデ政権が絶対的権力を獲得し、全市民を国家の厳格な政治・経済管理下に置こうとしていると批判し、政府が憲法違反を恒常的に行っていると指摘した。
アジェンデは、決議が軍事クーデターを煽っていると反論し、議会の声明が国家の評判を損なわせ、混乱を招くと警告した。また、議会が憲法で定められた二院制の要件を無視し、軍と治安機関に政治機能を移行しようとしていると主張した。アジェンデは、議会が国家を麻痺させ、破壊しようとしているとし、労働者と全ての民主主義者に憲法と革命プロセスの防衛を呼びかけた。しかし、この時点でアジェンデの立場は極めて困難であった。彼自身はあくまで民主的なプロセスを重視したが、彼の支持基盤である人民連合内部、特に社会党の一部や連立外のMIRは武装闘争をも辞さない構えで、アジェンデは彼らの過激な行動を制御しきれずにいた。こうした極左の動きは、軍部や中間層に「チリがマルクス主義独裁になる」との恐怖を植え付け、クーデターを正当化する口実を与える結果となった。

### クーデター

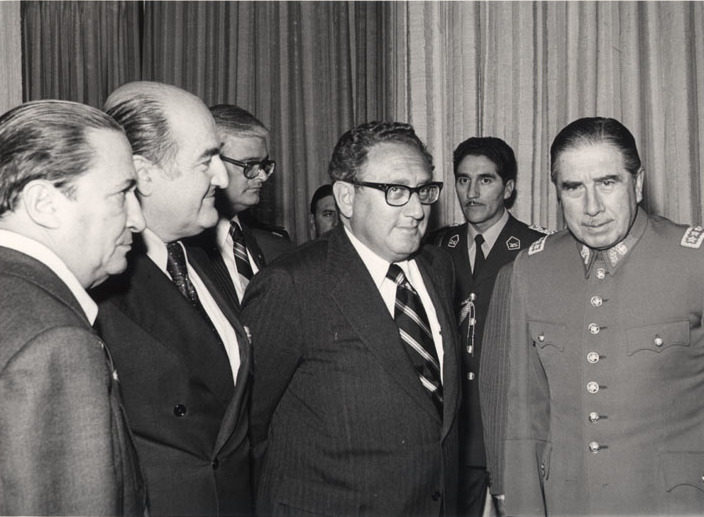
アメリカのキッシンジャー国務長官を迎えるピノチェト（右端、1976年）

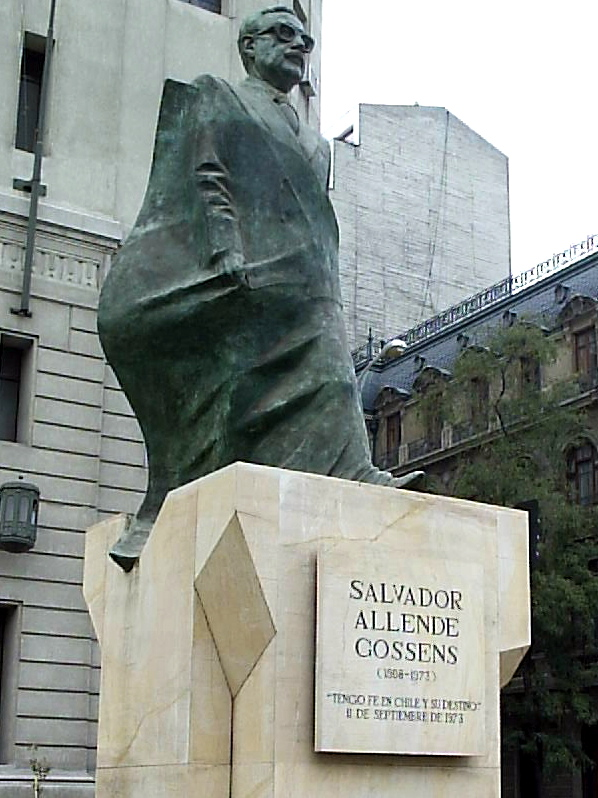
モネダ宮殿前のアジェンデの銅像

1973年9月初旬、アジェンデは危機を解決するための国民投票を提案したが、その演説は実施されることなく、ピノチェト率いるチリ軍とCIAの支援を受けたクーデターが発生した。アジェンデはラ・モネダでの攻防戦中にラジオで最後の演説を行い、自らの信念とチリへの愛を語り、逃げる選択肢を拒否した。彼が死の直前に発した最後の言葉「アジェンデは降伏しない！」は、多くのメディアによって報じられた。
その後、政権を握ったピノチェトは、左翼に対する大規模な政治的弾圧を開始し、1990年の民政移管まで17年間チリの実権を掌握した。
ラテンアメリカでは現在でも「9.11」というと、2001年のアメリカ同時多発テロ事件ではなく、1973年のチリ・クーデターを指すことも多い。

## 死因
アジェンデの死因について、クーデターを率いたピノチェトは当初「モネダ宮殿でキューバのフィデル・カストロから贈られた自動小銃を使い自殺した」と発表した。しかし、その「フィデル・カストロから私のよき友サルバドール・アジェンデへ」という刻印が彫られた金板が取り付けられていたとされる銃も弾も見つかっていない上、軍は遺族に遺体を見せなかったため、長年「軍との交戦による戦死」もしくは「軍によってその場で殺害された」との説も根強く論じられた。
2011年5月23日、チリ司法当局は長年の論争に決着をつけるため調査を行い、アジェンデの遺体を墓所から発掘し、外国人も含む専門家チームによって鑑定を始めた。7月19日、チリ政府は「カストロから贈られた銃によって自らの頭を撃ち抜いたことが確認された」と発表し、娘のイサベル・アジェンデ上院議員もこの結果を受け入れることを表明した。

## 国内外の評価
チリ国内ではピノチェト同様、サルバドール・アジェンデに対する評価は、クーデターから半世紀以上が経過した現在もなお、政治的立場によって大きく二分されている。
保守派や右派からは、主に以下の点が厳しく批判されている。
- 経済の破綻: 急進的な国有化や無計画な財政拡大がハイパーインフレと深刻な物資不足を招き、国民生活を破壊した。
- 民主的制度の軽視: 議会や司法の判断を無視して政策を強行し、権力分立という憲法の根幹を揺るがした。
- 国家の分断と過激派の容認: 革命左派運動（英語版）など、暴力的な革命を志向する極左組織の行動を事実上容認し、社会に暴力と混乱を蔓延させた。カストロ政権下のキューバとの緊密な関係から、チリを共産主義独裁国家へ導こうとしたという非難も根強い。

一方で、左派や進歩派からは、以下の点が称賛されている。
- 社会正義の追求: チリ史上初めて、貧困層や労働者に寄り添い、医療、教育、住宅、年金といった分野で格差是正を目指す画期的な社会改革を断行した。
- 殉教者としての象徴性: 「アメリカ帝国主義」による経済的・政治的圧力に屈せず、国民の尊厳と国家の主権のために最後まで戦い、殉じた悲劇の英雄と見なされている。
- 民主的社会主義の理念: 武力革命ではなく、自由選挙という民主的なプロセスを通じて社会主義を実現しようとした彼の試みは、世界中の社会主義者や社会民主主義者に大きな希望と影響を与えた。

クーデターから45年後の2018年9月に行われた歴代大統領に関する支持率調査では、アジェンデを評価する意見（とても良い、良い）は20%、肯定も否定もしない意見（普通）は20%、否定する意見（悪い、とても悪い）は31%、無回答が29%となり、未だに評価が分かれていることを示す結果となった。
国外では、アジェンデは悲劇の英雄として、また民主的な改革者の象徴として記憶されている。 コロンビアのノーベル賞作家ガブリエル・ガルシア・マルケスは、その最期を『戒厳令下チリ潜入記』（Clandestine in Chile）に描き、彼の死を悼んだ。また、フランスのフランソワ・ミッテランやスウェーデンのオロフ・パルメといったヨーロッパの社会民主主義の指導者たちは、アジェンデの「民主的な社会主義への道」に強い共感と期待を寄せており、クーデターは彼らに大きな衝撃を与えた。現在でも、カラカス、ハバナ、パリ、ボローニャ、マドリード、マナグア、モンテビデオなど、中南米や欧州諸国の各地にアジェンデの名前を冠した通りや広場などが続々と建設されている事例は、チリ国外のスペイン語圏の左派勢力を中心に、彼の理念が記憶され続けていることを示している。
2017年大韓民国大統領選挙において共に民主党の有力候補とされ、後に大統領となった李在明は、2016年に演説の中で「反乱軍に機関銃を持って闘ったアジェンデの心情で政権交代を越え、国家権力の正常化を図るべきだ」「国と国民のために機関銃を持って命を捧げたアジェンデ大統領ぐらいの覚悟がなければ、韓国社会のその根深い悪習と不義を掘り起こすことができるのか」とアジェンデを引き合いに出した発言をした。
家族
- イサベル・アジェンデ（英語版） - 娘。民政復帰後の1993年以来、父と同じチリ社会党所属の政治家として活動し、社会党党首や上院議長を務めている。
- イサベル・アジェンデ・ジョーナ - いとこの娘。小説家。